# 陳宗仁 (1959年)
陳宗仁（1959年10月2日—），中華民國政治人物，民主進步黨籍，曾任國民大會代表、縣轄桃園市長（今桃園區）、桃園縣議員、立法委員。與陳宗義為雙胞胎兄弟。

## 通緝
民進黨籍桃園市前市長陳宗仁，任內發包公園清潔和道路綠美化工程時，涉及收賄200萬元讓特定廠商得標，事發後逃往國外，桃園地院昨天認定他貪汙，發布通緝。
同案被告前桃園市公所專員陳忠誠（51歲）昨天被依貪汙罪重判14年徒刑、公園管理課長陳源貴（56歲）判11年、駐衛警隊長尹枝繁（44歲）判2年徒刑。
桃園地院調查，桃園市公所從91年到93年間，發包陽明等10件公園景觀工程清潔維護和道路綠美化工程，每件標案的金額2到3百萬元間，廠商陳冠宇等人透過尹枝繁穿針引線，與市公所公園管理所長陳源貴搭上線，陳源貴再報由當時的市公所專員陳忠誠出面，談妥由原先的公開招標改為限制性招標，並將原先的分區招標改為一次招標，商定由陳冠宇等人找多家廠商圍標，事後支付1到2成的回扣，其中市長陳宗仁和陳忠誠等人被查出收賄200萬元。